# Ноде, Эме
Жан Эме́ Николя́ Ноде́ (фр. Jean Aimé Nicolas Naudet; 9 июля 1785, Сен-Дени-дю-Пор (департамент Сена и Марна) — 23 марта 1847, Париж) — французский военный деятель, поэт и драматург, автор и переводчик басен с разных языков, включая русский.

## Биография
В 1804 году поступил на военную службу, участвовал в большинстве кампаний Наполеоновских войн (в Австрии, Пруссии, польских землях, Испании и Португалии). В 1812 году некоторое время провёл в португальском плену.
В 1813 году получил звание капитана, в 1818 году получил звание майора. С 1819 по 1830 год преподавал в артиллерийской школе, в 1830 году стал командиром батальона, затем некоторое время был помощником министра обороны. В 1834 году стал подполковником, в 1839 году стал полковником, в 1843 году присвоено звание генерала. С 1 ноября 1840 года временно возглавлял кабинет министров.
Известен составленным им сборником басен «Fables» (1829), большей частью переведённых с итальянского, испанского, английского и русского языков. Написал также «La Fontaine chez M-me de La Sablière» («Лафонтен в доме мадам де Ла Саблиер»; 1821, пьеса в стихах в одном акте) и «Epître à Molière» (1818; ).